# William Wynn Westcott
William Wynn Westcott (17 décembre 1848-30 juillet 1925) était un occultiste britannique. Il naquit à Leamington, Warwickshire, Angleterre.

## Biographie
Docteur en médecine de métier, il entra en franc-maçonnerie en 1871, devint maître de sa loge en 1874 et un peu plus tard de la prestigieuse loge Quatuor Coronati. Il étudia la Kabbale et devient en 1880 membre de Societas Rosicruciana in Anglia. Il participa aux travaux de l'Hermetic Society d'Anna Kingsford en 1886 avant de participer à la fondation de la Fraternité de la Golden Dawn avec Samuel Liddell MacGregor Mathers en 1888. Par la suite, il fut également membre de la Société théosophique.